# تپه گورستان ۲ کاسین
تپه گورستان ۲ کاسین مربوط به هزاره اول قبل از میلاد است و در شهرستان ورزقان، بخش مرکزی، دهستان ازومدل جنوبی، ۱ کیلومتری شرق روستای کاسین، جنب مدرسه واقع شده و این اثر در تاریخ ۸ بهمن ۱۳۸۵ با شمارهٔ ثبت ۱۷۰۸۵ به‌عنوان یکی از آثار ملی ایران به ثبت رسیده‌است.